# Rehab Doll
Rehab Doll var grungegruppen Green Rivers sista album och första fullängdsalbum. Det släpptes på Sub Pop i juni 1988. Bandet splittrades under inspelningen av skivan men man beslutade sig för att göra färdigt skivan innan man lade av.

## Låtlista
1. "Forever Means" - (Arm/Gossard/Fairweather/Ament/Vincent) – 4:20
2. "Rehab Doll" - (Arm/Solger) – 3:23
3. "Swallow My Pride" - (Arm/Turner) – 2:59
4. "Together We'll Never" - (Arm/Gossard/Fairweather/Ament/Vincent) – 4:01
5. "Smilin' And Dyin'" - (Arm/Gossard/Fairweather/Ament/Vincent) – 3:23
6. "Porkfist" - (Arm/Gossard/Fairweather/Ament/Vincent) – 3:13
7. "Take A Dive" - (Arm/Gossard/Fairweather/Ament/Vincent) – 3:28
8. "One More Stitch" - (Arm/Gossard/Fairweather/Ament/Vincent) – 3:53